# Люм (коммуна)
Люм (фр. Lumes) — коммуна во Франции, находится в регионе Гранд-Эст. Департамент коммуны — Арденны. Входит в состав кантона Виллер-Семёз. Округ коммуны — Шарлевиль-Мезьер.
Код INSEE коммуны — 08263.
Коммуна расположена приблизительно в 210 км к северо-востоку от Парижа, в 95 км севернее Шалон-ан-Шампани, в 7 км к юго-востоку от Шарлевиль-Мезьера, на берегах реки Маас.

## Население
Население коммуны на 2008 год составляло 1121 человек.
| 1962 | 1968 | 1975 | 1982 | 1990 | 1999 | 2008 |
| ---- | ---- | ---- | ---- | ---- | ---- | ---- |
| 936  | 951  | 963  | 1116 | 1251 | 1225 | 1121 |

## Администрация
| Период | Период | Фамилия           | Партия | Должность |
| ------ | ------ | ----------------- | ------ | --------- |
| 1953   | 1959   | Жорж Фейяр        |        |           |
| 1959   | 1977   | Анри Роле         |        |           |
| 1977   | 1989   | Марсель Фурнез    |        |           |
| 1989   | 2008   | Жан Роз           |        |           |
| 2008   |        | Жан-Франсуа Фреро |        |           |

## Экономика
В 2007 году среди 750 человек в трудоспособном возрасте (15—64 лет) 541 были экономически активными, 209 — неактивными (показатель активности — 72,1 %, в 1999 году было 67,9 %). Из 541 активных работали 499 человек (261 мужчина и 238 женщин), безработных было 42 (19 мужчин и 23 женщины). Среди 209 неактивных 62 человека были учениками или студентами, 93 — пенсионерами, 54 были неактивными по другим причинам.

## Достопримечательности
- Руины замка Люм[англ.] (XV—XVI века). Исторический памятник с 1994 года.[3]
- Церковь Сен-Брис (XIX век).

## Фотогалерея
- Люм
- Руины замка Люм
- Церковь Сен-Брис